# 센리추오역
센리추오역(일본어: 千里中央駅, せんりちゅうおうえき 센리추오에키[*])는 일본 오사카부 도요나카시에 있는 기타오사카 급행 전철 난보쿠 선과 오사카 고속철도 오사카 모노레일 선의 역이다.
센리 뉴타운의 중심 역으로 오사카 내에서는 줄여서 "센추"라고 불린다.

## 이용 가능 철도 노선
- 기타오사카 급행 전철
  - 난보쿠 선 - 역 번호 M08
- 오사카 고속철도
  - 오사카 모노레일 선 - 역 번호 15

## 역 구조

### 기타오사카 급행 전철
섬식 승강장 1면 2선의 지하역. 플랫폼은 수로에서 개찰구 층의 천장까지 연결된 통층 구조로 되어 있으며 개찰구는 플랫폼 위쪽에 설치되었다. 그 곳엔 음식점 등이 통층 구조를 둘러싼 형태로 배치되었다. 플랫폼 내부에 화장실이 있다. 시발역에서 오전 6시까지 새벽 시간대에 북쪽 개찰구와 남쪽 개찰구가 폐쇄되기 때문에 중앙 개찰구만 이용이 불가능하다.
오사카 모노레일로의 환승은 남쪽 개찰구가 더 가깝지만 남쪽 개찰구 앞(지하 1층)에서 지상 1층까지 에스컬레이터나 엘리베이터가 없어 많은 짐이 있을 경우에는 중앙 개찰을 이용하고 에스컬레이터나 엘리베이터에서 지상 2층까지 이동해야 한다. 다만, 휠체어나 유모차를 이용할 경우 플랫폼에서 개찰구 사이 이용 가능한 엘리베이터는 남쪽 개찰구만 가능하다. 지하 1층에서 지상까지는 중앙 개찰구 옆이나 루시 내 엘리베이터를 이용하므로 이동 거리가 매우 길다.
당역은 역장이 배치되어 있다.
| 1 | □ 기타오사카 급행 전철 난보쿠 선 | 에사카 · 미도스지 선 직결 신오사카 · 우메다 · 난바 · 덴노지 · 아비코 · 나카모즈 방면 |
| 2 | □ 기타오사카 급행 전철 난보쿠 선 | 미노카야노 방면                                                                      |

### 오사카 모노레일
섬식 승강장 1면 2선의 고가역으로 개찰구 옆에는 정기 매표소가 있다. 개찰구 앞엔 직영 편의점인 "포플러 모노 웰"이 있다. 또한, 개찰구 내에는 "모노 갤러리"가 있는 열차를 이용하지 않고 "모노 갤러리"의 전시만 관람하고 싶은 경우에는 개찰 직원에게 신청하여 무료로 개찰구 내에 입장 가능하다.
역 서쪽에는 입환선이 있다. 2005년 가을에 다이아 개정 이후로 당역을 시발, 종착하는 정기 열차가 설정되지 않았지만 2007년 봄의 다이아 개정부터 사이토 선 직통 열차만 해당 역 입환선으로 되돌아간다.

#### 승강장
| 1 | ■ 오사카 모노레일 본선 | 반파쿠키넨코엔・미나미이바라키・가도마시・사이토니시 방면 |
| 2 | ■ 오사카 모노레일 본선 | 시바하라・오사카 공항 방면                                |

## 역 주변
센리 뉴타운의 중심지로 개발이 진행된 거리이다. 전쟁 이후로 경제 부흥의 중심적 역할을 하고 있으며 센리 뉴타운과 도요나카 시의 양쪽에 위치하여 최대의 쇼핑 센터이기도 하다. 또한, 현재는 개발이 더욱 진행되고 있으며 고층 아파트나 고층 빌딩 등의 건설이 지속되고 있다.
- 스미토모 본사 센리 빌딩
- 손해보험 재팬 닛폰 코아 센리 빌딩
- 도쿄 해상 일동 화재보험
- 리소나 은행 센리 빌딩
- 센리 라이프 사이언스 센터
- 한큐 센리추오 빌딩
- 센리 루시
- 센리한큐 호텔
- 도요나카 시청 신센리 출장소
- 도요나카 시립 센리 도서관
- 센리추오 역전 우체국
- 센리추오 공원
- 센리추오 병원

## 역사
- 1970년
  - 2월 24일: 기타오사카 급행 전철의 역이 가설역으로 영업 개시.
  - 9월 14일: 엑스포 회장선이 폐지되어 현재의 역이 정식 개업.
- 1990년 6월 1일: 오사카 모노레일 선 당역 ~ 미나미이바라키 역 구간 개통으로 영업 개시, 개통 당시 종착역이었음.
- 1994년 9월 30일: 오사카 모노레일 선 당역 ~ 시바하라 역 구간 연장 개통으로 중간역이 됨.
- 2023년 3월 23일: 기타오사카 급행 전철의 센리추오에서 미노오센바한다이마에역, 미노카야노역 간의 연장 개통.

## 인접역
| □ 기타오사카 급행 전철 난보쿠 선        | □ 기타오사카 급행 전철 난보쿠 선 | □ 기타오사카 급행 전철 난보쿠 선 |
| --------------------------------------- | -------------------------------- | -------------------------------- |
| M07 미노오센바한다이마에 미노카야노방면 |                                  | M09 모모야마다이 나카모즈 방면   |
| 오사카 고속철도 ■ 오사카 모노레일 본선  |                                  |                                  |
| 14 쇼지 오사카 공항 방면                |                                  | 야마다 16 가도마시 방면          |